# Royaume de Dyfed
Pour les articles homonymes, voir Dyfed (homonymie).
v. 410 – 920
Entités précédentes :
- Bretagne romaine

Entités suivantes :
- Deheubarth

Le Dyfed est un royaume médiéval du sud-ouest du Pays de Galles. 

## Mythologie
Pwyll, Prince de Dyfed est le titre du premier des quatre Mabinogion. Pwyll est le mari de Rhiannon et surnommé "Chef d'Annwfn" car il a remplacé Arawn le roi d'Annwfn pendant un an sur son trône. Son fils Pryderi lui succède.

## Histoire
Le royaume de Dyfed est fondé au début du Ve siècle dans le sud-ouest du pays de Galles, à la suite du retrait des forces romaines, son territoire est constitué par celui occupé par les tribus irlandaises des Déisi vers 400 apr. J.-C. Le Dyfed est indépendant jusque vers 920 et son annexion par Hywel Dda, roi de Seisyllwg et fondateur du royaume de Deheubarth. À la suite des invasions normandes du pays de Galles entre 1067-1100, la région est conquise par les Normands dirigés notamment par Robert FitzHamon et, vers 1138, incorporée dans un nouveau comté du Pembrokeshire nommée d'après le château normand édifié dans le cantref de Penfro.
Selon Giraud de Barri, la région (Demetia en latin) est la plus belle du pays de Galles, et le territoire de Pembroke, la plus belle partie de cette région.

## Liste des rois de Dyfed
- vers 400 : Artchorp
- vers 410-420 : Eochaid Allmuir (i.e: d'outre-mer)
- vers 420-440 : Corath
- vers 440-470 : Aed Brosc
- vers 470-500 : Triffyn Farfog (i.e Tribunus)
- vers 500-530 : Aircol Lawhir (i.e Agricola)
- vers 500-560 : Vortiporius (i.e Protector)
- vers 560-580 : Cyngar
- vers 580-610 : Pedr
- vers 610-630 : Arthwyr
- vers 630-660 : Nowy
- vers 660-680 : Gwlyddien
- vers 680-710 : Cathen
- vers 710-740 : Cadwgan ap Cathen
- vers 740-760 : Rhain ap Cadwgan
- vers 760-790 : Tewdwr ap Rhain
- vers 790-797 : Maredudd ap Tewdwr
- 797-808 : Rhain ap Maredudd
- 808-811 : Owain ap Maredudd
- 811-814 : Triffyn ap Rhain
- 814-850 : Lacune
- vers 850-893 : Hyfaidd ap Bleddri, possible petit-fils d'Owain ap Maredudd par sa mère Tangwystl
- 893-904 : Llywarch ap Hyfaidd
- 904-905 : Rhodri ap Hyfaidd
- 905-920 : Hywel Dda, prince de Seisyllwg, épouse Elen ferch Llywarch pour légitimer son autorité sur le Dyfed

## Sources
- (en) Mike Ashley The Mammoth Book of British Kings & Queens Robinson (London 1998)  (ISBN 1841190969) « Demetia and Dyfed » p. 134-139 Chart.8 « Dal Riata and Dyfed - The Irish Connection » p.  191 et Carte p. 133.
- (en) Kari Maund, The Welsh Kings: Warriors, warlords and princes, Mill Brimscombe Port Stroud, The History Press, 2006 (ISBN 9780752429731), p. 23-31,39,43,47,50,53,55,57,62,78-79,88-89,101,103,112,136-37,140,144-45,148,163,166,173,194.
- (en) Timothy Venning, The Kings & Queens of Wales, Mill Brimscombe Port Stroud, Amberley Publishing,, 2013 (ISBN 9781445615776), p. 128-151 Chapitre 5. Rulers of Dyfed (Tenth-Century) Deheubarth
- (en) Ann Williams, Alfred P. Smyth, D.P Kirby A bibliographical dictionary of Dark Age Britain Seaby (Londres 1991)  (ISBN 1852640472). Table XVII « The traditional descend of the kings of Dyfed » p. XXXVIII.